# Hary Gunarto
.

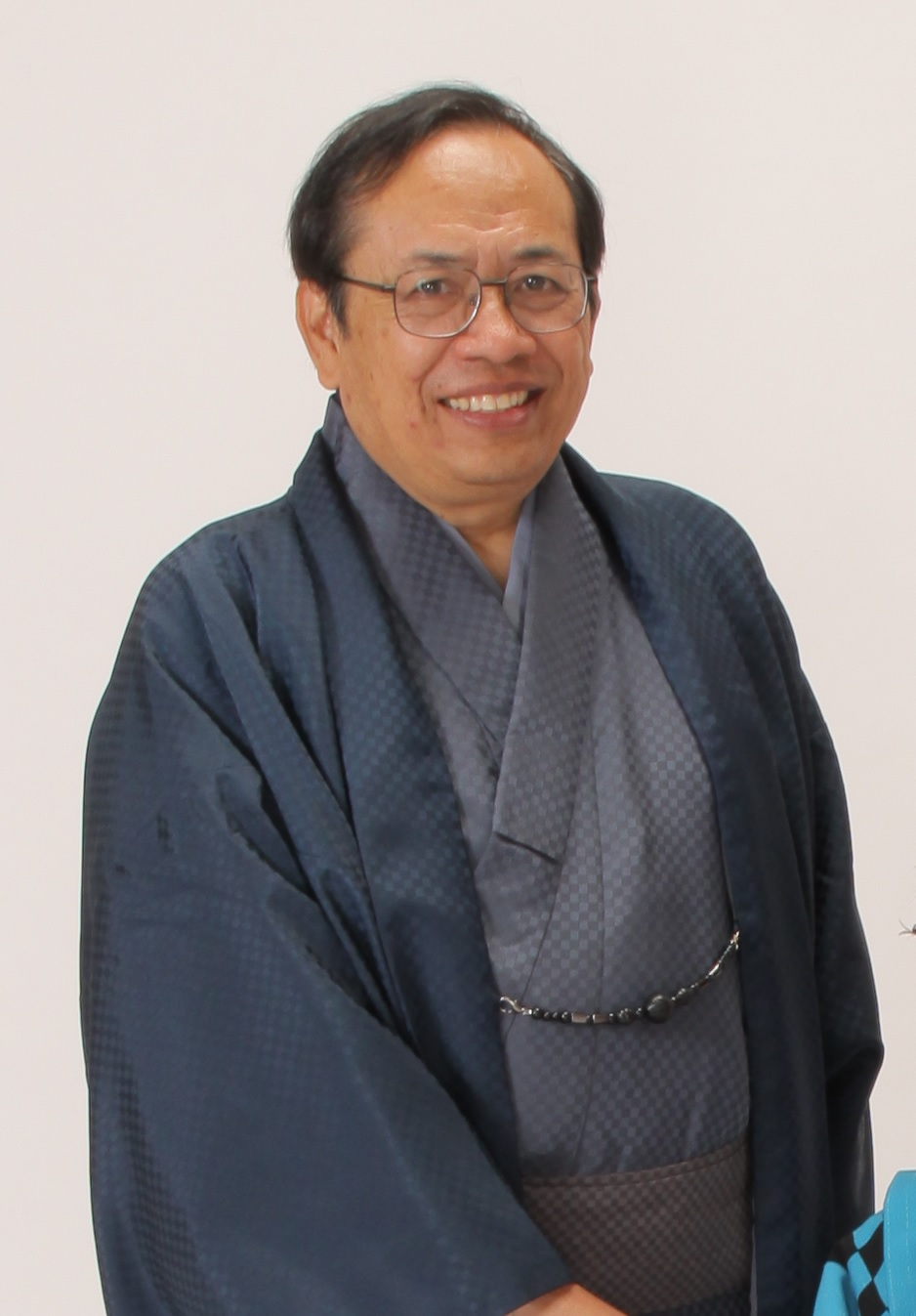
Hary Gunarto.

Hary Gunarto là một học giả, giảng viên và giáo sư trong lĩnh vực nghiên cứu Châu Á Thái Bình Dương tại Đại học Ritsumeikan Châu Á Thái Bình Dương, Nhật Bản .

## Trình bày và giấy
- Lưu trữ ngày 6 tháng 8 năm 2016 tại Wayback Machine Đền Borobudur
- Bảo tồn kỹ thuật số của Đền Borobudur
- Một giao thức truyền thông fms công nghiệp (hệ thống sản xuất linh hoạt)

## Sách
- Visual Basic để xử lý thông tin (phần sách), Bunrindo Pub.  Co, Nhật Bản, 2000
- Thu thập các vấn đề lập trình máy tính trong Visual C #.  Net, Ấn phẩm công nghệ, Singapore, 2007